# Poświętne (powiat Wołomiński)
Poświętne is een dorp in het Poolse woiwodschap Mazovië, in het district Wołomiński. De plaats maakt deel uit van de gemeente Poświętne en telt 290 inwoners.